# Taika Waititi
Taika David Waititi, även känd som Taika Cohen, född 16 augusti 1975, är en nyzeeländsk regissör, manusförfattare, komiker och skådespelare.

## Biografi
Waititi växte upp i Raukokore på Nya Zeeland. Hans far är maorier och hans mor är judisk.
Vid Oscarsgalan 2004 nominerades hans kortfilm Two Cars, One Night i kategorin Bästa kortfilm. Tillsammans med Jemaine Clement grundade han humorduon The Humourbeasts. De två samarbetade även i Waititis långfilmsdebut från 2007 Eagle vs Shark (ibland kallad Örn möter haj) där Clement spelade den ena huvudrollen. Waititi har även regisserat avsnitt av TV-serien Flight of the Conchords.
Hans spelfilmer Boy (2010) och Hunt for the Wilderpeople (2016) blev båda Nya Zeelands bästsäljande filmer någonsin, där den sistnämnda fortfarande innehar rekordet (januari 2020). Han medregisserade och spelade huvudrollen i skräckkomedifilmen What We Do in the Shadows (2014) med Jemaine Clement.  Bland Waititis senaste regimeriter finns superhjältefilmen Thor: Ragnarok (2017) och den satiriska svarta komedin Jojo Rabbit (2019). Den senare skrev han manus till och spelade även rollen som Adolf Hitler. 
Hans arbete med Jojo Rabbit möttes med positiv kritik. Vid 92:a upplagan av Oscarsgalan fick filmen en nominering i Oscar för bästa film och med samma film vann Waititi en Oscar för bästa manus efter förlaga. Han blev därmed den första med maorisk bakgrund som vunnit en Oscar.
Mellan 2011 och 2018 var han gift med filmproducenten Chelsea Winstanley. Tillsammans har de två döttrar. Sedan 2022 är han gift med sångerskan Rita Ora.

## Filmografi (i urval)

### Som regi, manus och producent
- 2003 – Two Cars, One Night (regi och manus)
- 2007 – Eagle vs Shark (regi och manus)
- 2007–2009 – Flight of the Conchords (TV-serie) (regi och manus) (4 avsnitt)
- 2010 – Boy (regi och manus)
- 2011 – Super City (TV-serie) (regi) (säsong 1)
- 2012 – The Inbetweeners (TV-serie) (regi) (5 avsnitt)
- 2014 – What We Do in the Shadows (regi, manus och producent)
- 2016 – Hunt for the Wilderpeople (regi, manus och producent)
- 2016 – While You Were Fighting (regi) (kortfilm)
- 2016 – Vaiana (manus)
- 2017 – Thor: Ragnarök (regi)
- 2019 – The Mandalorian (regi) (1 avsnitt)
- 2019 – Jojo Rabbit (regi och manus)
- 2022 – Thor: Love and Thunder (regi och manus)
- 2023 – Next Goal Wins (regi, manus och producent)
- 2024 – Klara and the Sun (regi och producent)

### Som skådespelare
- 1999 – Scarfies
- 2007 – Eagle vs Shark
- 2010 – Boy
- 2011 – Green Lantern
- 2014 – What We Do in the Shadows
- 2016 – Hunt for the Wilderpeople
- 2017 – Thor: Ragnarök
- 2019 – Avengers: Endgame
- 2019 – The Mandalorian
- 2019 – Jojo Rabbit
- 2019 – Rick and Morty (TV-serie) (röst)
- 2021 – The Suicide Squad
- 2021 – What If...? (TV-serie) (röst)
- 2021 – Free Guy
- 2022 – Lightyear (röst)
- 2022 – Thor: Love and Thunder
- 2023 – Next Goal Wins